# Gerhard Schubert (Unternehmen)

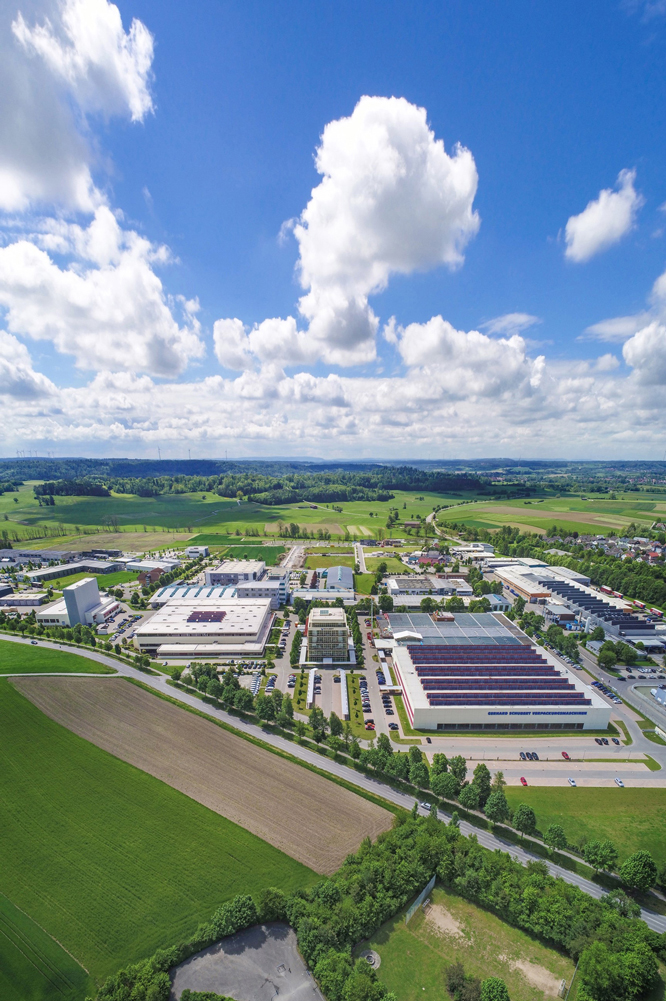
Luftbild des Firmengeländes der Gerhard Schubert GmbH in Crailsheim

Die Gerhard Schubert GmbH ist ein Hersteller von Verpackungsmaschinen mit Sitz in Crailsheim, Baden-Württemberg. Die Gerhard Schubert GmbH fungiert als die Muttergesellschaft und als zentraler Hauptproduzent von Verpackungsanlagen der Schubert-Gruppe. Die Schubert-Gruppe produziert und vertreibt Verpackungsmaschinen in den Bereichen der Sekundär- und Primärverpackung und hält mit ihren Toploadingmaschinen einen Marktanteil von 30 % weltweit.

## Geschichte

### 1966 bis 1980er
Das Unternehmen wurde 1966 von dem gelernten Mechaniker Gerhard Schubert gegründet. Die erste Anlage, die Schubert entwickelte, war eine patentierte Schachtelaufrichte- und Klebemaschine (SKA) zum vollautomatischen Aufrichten und Verkleben von Kartonzuschnitten. In dieser Maschine kam erstmals Hotmelt (Heißleim) zum Verkleben der Schachteln zum Einsatz.
In den Anfängen beschäftigte das Unternehmen drei Mitarbeiter und konzentrierte sich zunächst auf den Bau von nur kleinen Aggregaten, Transportbändern und Maschinen. 1968 wurde im Flügelaugebiet eine 800 Quadratmeter große Fertigungs- und Montagehalle gebaut, die bereits zwei Jahre später erweitert werden musste. Schubert fokussierte sich anfänglich auf die Entwicklung von Toploadingverpackungsmaschinen, die damals als unflexibel galten, da für jede Verpackung eine eigene Anlage entwickelt werden musste. Aus der Idee, solche individuellen Verpackungsanlagen in Serie zu bauen, wurde 1972 das SSB-Baukasten-System für Toploadingmaschinen entwickelt (Schubert-Sondermaschinen-Baukasten), das aus rein mechanischen Baugruppen bestand. Aufgrund des stetigen Wachstums zog die Firma 1972 in das Industriegebiet Süd-Ost um. Ebenfalls 1972 wurde die Turnkey- und Consulting-Tochter Internationale Verpackungsmaschinen Systeme GmbH (heute: Schubert Packaging Systems GmbH) in Crailsheim gegründet.
1975 entwickelte die Firma das sog. Hubtelleraggregat. Hierbei handelte es sich um einen Vorläufer der heutigen Pick- and Place-Roboter, d. h. ein Pick- and Place-Aggregat, das zu verpackende Gegenstände aufnimmt und nach einer 180°-Drehung in die Verpackungsschachteln setzt. Die Prozesse der Aufnahme und Ablage geschahen bei diesem Aggregat in einem Arbeitsgang. 1977 kaufte das Unternehmen die Teilefertigungs-Firma Schubert + Edelmann in Bartholomä, die heute als Schubert Fertigungstechnik GmbH firmiert. Nachdem ein US-Unternehmer Schubert Ende der 1970er-Jahre einen ersten Industrieroboter gezeigt hatte, beschloss Schubert, ebenfalls in die Entwicklung von Robotern einzusteigen. 1981 stellte Gerhard Schubert auf der Interpack in Düsseldorf den weltweit ersten vierachsigen Verpackungsroboter namens „Roby“ vor.
Im Jahr 1984 wurde für einen französischen Kunden die erste Roboter-Pralinenpackstraße der Welt hergestellt. Die Packstraße bestand aus 12 vierachsigen Robotern sowie 12 mechanischen Zuführbändern für die unterschiedlichen Pralinensorten.
Die Vorstellung des zweiachsigen Verpackungsroboters SNC-F2 auf der Hannover-Messe erfolgte 1985. Mit dem SNC-F2 konnten unter Einsatz von Roboterwerkzeugen Schachteln aufgerichtet, befüllt und verschlossen werden. Die Entwicklung dieses Roboters war neben dem vierachsigen Roboter sowie dem dazugehörigen, von Schubert entwickelten Bildverarbeitungssystem, ein weiterer wichtiger Schritt hin zum Standard-Baukasten für Verpackungsmaschinen.
Die erste Pralinenpackstraße mit industrieller Bildverarbeitung kam 1987 auf den Markt. Die Technologie erkannte die Form und Lage der Produkte auf dem Band, damit diese zielgenau durch die Roboter aufgenommen werden konnten und ermöglichte ein Aussortieren der Produkte, die nicht den Qualitätsvorgaben des Herstellers entsprachen. Somit wurde erstmals eine vollautomatische Qualitätskontrolle der Produkte möglich. Die Speedline-Anlage mit zwei Robotern mit CCD-Kameras als Augen wurde auf der Interpack 1987 vorgestellt. Basierend auf dieser Technologie, erfolgte von diesem Zeitpunkt an die serienmäßige Nutzung von Bildverarbeitungssystemen in der Industrie.
Gerald Schubert, der jüngste Sohn des Firmengründers, stieg 1989 nach seinem Maschinenbau-Studium ins Unternehmen ein. 1990 trat mit Ralf Schubert der älteste Sohn des Firmengründers nach zweijähriger Tätigkeit als Diplom-Informatiker in einer Software-Firma in die Firma ein und startete die Entwicklung der eigenen Verpackungsmaschinensteuerung (VMS) sowie des eigenen Produktionsplanungssystems (Saturn).

### 1990er bis 2010er
1992 erzielte das Unternehmen einen Umsatz von 72 Millionen DM mit 345 Beschäftigten. Der Exportanteil betrug damals 50 % und die wichtigsten Absatzmärkte waren Frankreich, England, die Benelux-Staaten und Skandinavien.
Seit 1994 setzt Schubert in allen Verpackungsmaschinen die selbst entwickelte VMS ein, die Grundlage für viele der Verpackungssysteme ist. Die VMS wurde von dem Unternehmen selbst entwickelt, ohne auf Standardanteile von anderen Anbietern zurückzugreifen. Ebenfalls 1994 wurde das Schubert-Casino, das unter dem Namen Hägele Catering firmiert, als Restaurant für die eigenen Mitarbeiter auf dem Firmengelände in Crailsheim eröffnet. Ein Jahr später wurde die erste kontinuierlich arbeitende Pickerlinie mit patentiertem Gegenlaufprinzip vorgestellt.
Die erste SMB-Verpackungsmaschine (Schubert Maschinen Baukasten) unter Einsatz der eigenen Maschinensteuerung VMS nahm 1996 ihren Betrieb beim Kunden auf. Durch den Einsatz von VMS wurden die bis dahin üblichen großen, separaten Schaltschränke an den Verpackungsmaschinen vollständig eliminiert und die gesamte Steuerungstechnik der Maschinen ab diesem Zeitpunkt komplett in die Maschine integriert. Daraus resultierte ein bis zu 30 % geringerer Platzbedarf der Anlagen sowie eine wesentlich kürzere Montagezeit und eine schnellere Inbetriebnahme. Im selben Jahr wurde mit dem Bau einer weiteren, 4.000 Quadratmeter großen Montagehalle auf dem Betriebsgelände in der Hofäckerstaße begonnen, die 1998 als Halle 2 in Betrieb ging.
1998 gründete das Unternehmen eine Tochtergesellschaft in Texas, die Schubert Packaging Systems.
2001 übernahm das Unternehmen 30 % der Anteile an der MSC Tuttlingen, einem ausgegliederten Geschäftsbereich der in Insolvenz geratenen Unternehmensgruppe Leukhardt. Ein Jahr später wurde die Tochter Schubert UK in der Nähe von Birmingham gegründet.
Die SMB-Maschinen waren aufgrund ihrer Bauweise – die gesamte Steuerung erfolgte aus dem unteren Bereich der Anlage, dem Maschinenbett – je nach Komplexität der Verpackungsprozesse sehr unübersichtlich, schwer zugänglich und häufig schlecht zu reinigen. Daraus resultierte 2002 die weiterentwickelte Konstruktion der TLM-Toploadingmaschinen. Die gesamte Steuerungstechnik der Anlage wurde bei den TLM-Maschinen in den oberen Bereich der Anlage verlegt. Dadurch entstand eine gute Übersichtlichkeit, Zugänglichkeit und Reinigungsmöglichkeit der Anlagen. Das Ziel, Verpackungsmaschinen aus einer überschaubaren Zahl von Standardaggregaten aufzubauen, war erreicht. Zudem setzte sich das Unternehmen zum Ziel, diese Maschinen auf einem Fließband zu montieren. Um dies zu erreichen, musste eine zuverlässige und zeitgenaue Versorgung sowohl mit Zukaufteilen als auch eigengefertigten Komponenten sichergestellt werden, weshalb 2002 das Warenlogistikzentrum – ein Hochregallager mit rund 400 Palettenplätzen – in Betrieb ging.
Von September 2004 bis Januar 2006 wurde das neue Verwaltungsgebäude mit fünf Stockwerken gebaut, das Büroflächen für etwa 100 Mitarbeiter bot und das 2006 eingeweiht wurde. Mittlerweile betrug der Exportanteil des Unternehmens 70 %. 2008 erfolgte die Einweihung der um 7.000 Quadratmeter erweiterten Montagehalle 2.
Das Transmodul, der erste Transportroboter in Verpackungsmaschinen, nahm 2009 seine Arbeit auf. Das Transmodul ist ein schienenbasierter freiprogrammierbarer Transportroboter, der für den schnittstellenfreien Transport von Verpackung und Produkt zwischen den einzelnen Verpackungsprozessen innerhalb einer Anlage sorgt.

### 2010er bis heute
Nach leichten Umsatzrückgängen aufgrund der Finanzkrise beschloss das Unternehmen 2011, einen stärkeren Fokus auf das Geschäft mit der Pharmaindustrie zu legen. Zusätzlich hielt die Gerhard Schubert GmbH 30 % des Weltmarktanteils im Toploadingverpackungswesen, was eine Orientierung hin zu neuen Märkten anregte, speziell auf Primärverpackungen, d. h. Verpackungen für Produkte, die nicht von Hand abgefüllt werden können. In den frühen 2010er Jahren kamen 70 % des Umsatzes von Kunden aus der Nahrungsmittel- und Süßwarenindustrie und 20 % aus der Pharma- und Kosmetikindustrie. 2011 kaufte das Unternehmen das Gelände der benachbarten Firma Eisen Fischer, um dort ab 2013 eine weitere Montagehalle zu errichten.
Mit dem Transmodul wurde es 2012 erstmals möglich, Abfüllprozesse für flüssige Produkte in die Verpackungsprozesse einer TLM-Verpackungsanlage zu integrieren. Ebenfalls 2012 wurden Ralf und Gerald Schubert in die Geschäftsführung der Gerhard Schubert GmbH berufen.
2013 übernahm Gerhard Schubert die restlichen 70 % der MSC Tuttlingen und benannte diese um in Schubert System Elektronik. Der bisherige Prokurist des Unternehmens, Peter Gabriel, wurde 2014 zum kaufmännischen Geschäftsführer ernannt. Im selben Jahr stellte das Unternehmen auf der Interpack in Düsseldorf die erste schaltschranklose Verpackungsmaschine vor.
Im Jahr 2015 wurde in Charlotte, North Carolina, ein neuer Hauptsitz für das amerikanische und kanadische Geschäft eingerichtet. Damit wurden die Schubert Packaging Automation in Kanada und Schubert Packaging Systems in den USA unter dem Namen Schubert North America zusammengefasst. Im Rahmen dieser einheitlicheren Aufstellung des Unternehmens wurden 2016 ebenfalls zwei Tochterunternehmen umbenannt: die IPS International Packaging Systems wurde zur Schubert Packaging Systems und die Schubert + Edelmann in Bartholomä wurde zur Schubert Fertigungstechnik.
2016 feierte das Unternehmen das 50. Firmenjubiläum. Im Sommer 2017 übernahm Marcel Kiessling die Geschäftsführung in den Bereichen Vertrieb, Marketing und Service, für die seit 2012 Gerhard Schuberts jüngerer Sohn Gerald Schubert verantwortlich gewesen war. 2018 expandierte das Unternehmen erstmals nach Asien und eröffnete die Schubert Robotics Shanghai. Im selben Jahr erhielt die Firma die Auszeichnung „Fabrik des Jahres“.
Im Oktober 2019 berichtete das Unternehmen erstmals über die Entwicklung des tog.519, einem Cobot mit KI-basierter Bildverarbeitung. Ebenfalls im Oktober 2019, nach mehrjähriger Planung, begannen mit der Verlegung der angrenzenden Landesstraße L2218, die Bauarbeiten für die Werkserweiterung für 300 Mitarbeiter.
2020 wurde in Dresden ein Robotik-Zentrum mit dem Namen Schubert Motion um den ehemaligen Revobotik-Chef Michael Döring eingerichtet. Im selben Jahr war die Verlegung der Landesstraße L2218 abgeschlossen. Ebenfalls 2020 gründeten die Brüder Gerald und Ralf Schubert gemeinsam mit Peter Gabriel das unabhängige Unternehmen Schubert Business Development.
Mit Johannes Schubert, dem Enkel des Unternehmensgründers, stieg 2021 die dritte Generation der Familie Schubert in das Unternehmen ein. Johannes Schubert wurde zum Geschäftsführer des Tochterunternehmens Schubert Packaging Systems berufen.
2022 wurde mit der Errichtung eines angegliederten Bürogebäudes begonnen. Bis September 2023 entstanden für ca. 300 Mitarbeiter neue Arbeitsplätze. Außerdem wurden Pläne bekannt, ein sogenanntes „Schubert-Quartier“ in Crailsheim errichten zu wollen, das Schubert-Mitarbeitern Wohnraum sowie Infrastruktur wie Kinderbetreuung bieten soll.
Im Juli 2023 verstarb der Firmengründer Gerhard Schubert, der bis zuletzt Teil der Geschäftsführung war, im Alter von 84 Jahren.

## Unternehmensstruktur
Die Gerhard Schubert GmbH ist ein familiengeführtes und mittelständisches Unternehmen, das als Muttergesellschaft der Schubert-Gruppe fungiert. Neben internationalen Niederlassungen in Großbritannien, Nordamerika und China umfasst die Schubert-Gruppe Tochterunternehmen aus den Bereichen Elektronik und Präzisionsteile. Die gesamte Produktion findet in Deutschland statt, während die ausländischen Tochterunternehmen für den Vertrieb und Service in den jeweiligen Ländern zuständig sind. Im Geschäftsjahr 2022 erwirtschaftete die Gerhard Schubert GmbH einen Umsatz in Höhe von 359,6 Millionen Euro und beschäftigte 1.600 Mitarbeiter.
Zur Gruppe gehören die
- Gerhard Schubert Verpackungsmaschinen GmbH, Crailsheim
- Schubert Packaging Systems GmbH, Crailsheim
- Schubert North America LLC, Charlotte (North Carolina) und Dallas (Texas), USA
- Schubert Packaging Automation Inc., Mississauga (Ontario), Kanada
- Schubert UK Limited, Coventry, England
- Schubert Robotics (Shanghai) Co. Ltd., Shanghai, China
- Schubert System Elektronik GmbH, Neuhausen ob Eck
- Schubert Fertigungstechnik GmbH, Bartholomä
- Schubert Additive Solutions GmbH, Crailsheim
- Hägele Catering GmbH, Crailsheim[1]

## Produkte

### Toploadingverpackungsmaschinen
Das Hauptgeschäftsfeld des Unternehmens sind die Toploadingverpackungsmaschinen (TLM) zum Verpacken von Produkten verschiedener Art und Branchen – wie Lebensmittel, Süßwaren, Getränke, Pharmazeutika und Kosmetik bis hin zu technischen Artikeln – in Trays, Kartons, Schachteln oder in Schlauchbeutel. Mit den TLM hält Gerhard Schubert einen Marktanteil von 30 % weltweit. Diese können modular mit einem Baukastensystem individualisiert werden und werden auch platzsparend ohne Schaltschränke gefertigt.
In den TLM-Maschinen kommt der Transportroboter Transmodul zum Einsatz. Bei diesem handelt es sich um einen einachsigen, schienenbasierten, aber drahtlos gesteuerten Roboter in modular aufgebauten Verpackungslinien. So können auf den Transportschlitten je nach Produkt unterschiedliche Trägerplatten aufgesetzt werden. Das 2016 eingeführte Flowmodul ist eine Erweiterung des TLM-Baukastens. Hierbei handelt es sich um ein Aggregat zum Verpacken von z. B. Riegeln oder Keksen in Schlauchbeutel.

### Cobot tog.519
Der Cobot füllt kleinteilige Produkte wie Süßwaren, Flaschen und andere Packmittel mit bis zu 90 Takten pro Minute aus der Kiste oder vom Band in Verpackungen. Die Bedienbarkeit des Cobots basiert auf einer KI-gestützten Bildverarbeitung, die von Schubert entwickelt wurde. Durch die Bildverarbeitung werden die Produkte beim Aufnehmen sowie die Umgebung erkannt, in welcher der Cobot die Produkte platzieren soll.

### 3D-Druck
Das Tochterunternehmen Schubert Additive Solutions entwickelte die Streamingplattform „Partbox“ mit dem gleichnamigen 3D-Drucker, mit dem Format- und Ersatzteile für Schubert-Verpackungsmaschinen sowie Ersatzteile anderer Hersteller aller Branchen hergestellt werden können.

## Auszeichnungen
2016 wurde Gerhard Schubert von Landrat Gerhard Bauer mit dem Bundesverdienstkreuz für sein Lebenswerk ausgezeichnet.
Im Jahr 2018 nahm die Gerhard Schubert GmbH zum ersten Mal am Wettbewerb „Fabrik des Jahres“ teil und wurde am Standort Crailsheim mit dem Gesamtpreis ausgezeichnet. Die Kriterien für die Auszeichnung umfassten unter anderem die Innovationsfähigkeit, die Qualität entlang der gesamten Wertschöpfungskette und den wertschätzenden Umgang mit den Mitarbeitern. Der gleichnamige Kongress und die Preisverleihung fanden im März 2019 statt.
2020 erhielt das Tochterunternehmen Schubert Additive Solution die Auszeichnung „Smart Solutions Award“ auf der Fachmesse „Exchainge 2020“ für die Partbox Technologie.

## Technische Meilensteine

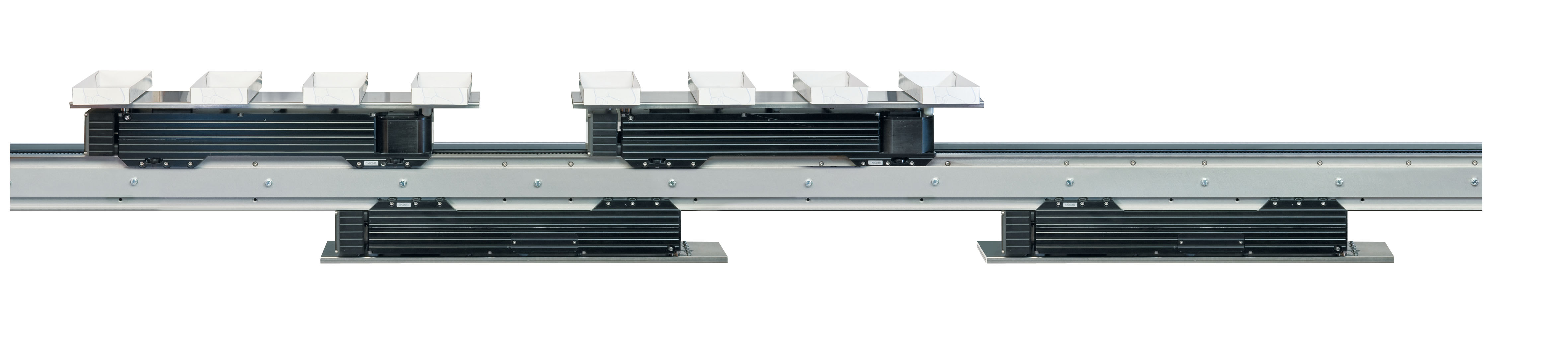
TLM-Transmodul (2009)

- 1966: Schachtel-Aufrichte- und Klebemaschine
- 1972: SSB-Baukastensystem
- 1984: Erste Roboter-Pralinenpackstraße der Welt
- 1985: SNC-F2-Verpackungsroboter
- 1995: F44-Pickerlinie mit patentiertem Gegenlaufprinzip
- 1996: Verpackungsmaschinensteuerung (VMS)
- 2002: Am Fließband gebaute Toploadingverpackungsmaschine (TLM)
- 2009: Transportroboter: das Transmodul
- 2011: TLM-Verpackungsmaschine mit vollautomatischem Werkzeugwechsel[66]
- 2012: TLM-Abfüllmaschine für flüssige und pastöse Produkte
- 2014: schaltschranklose TLM-Verpackungsmaschine
- 2014: Entwicklung eines 3D-Scanners[67]
- 2016: Flowmodul für das Verpacken in Schlauchbeutel[68]
- 2017: Vorstellung der digitalen Plattform Grips.world
- 2019: Vorstellung des Cobot tog.519